# Liste der denkmalgeschützten Objekte in Helfenberg
Die Liste der denkmalgeschützten Objekte in Helfenberg enthält die 6 denkmalgeschützten, unbeweglichen Objekte der Gemeinde Helfenberg in Oberösterreich (Bezirk Rohrbach).

## Denkmäler
| Foto |                 | Denkmal                                                                  | Standort                                               | Beschreibung | Metadaten |
| ---- | --------------- | ------------------------------------------------------------------------ | ------------------------------------------------------ | --- | --- |
| ja   | Datei hochladen | Ruine Piberstein HERIS-ID: 20385 Objekt-ID: 16688                        | Piberstein 1 Standort KG: Ahorn                        | Die Burg Piberstein wurde urkundlich erstmals 1285 erwähnt, wobei die Hauptburg mit einem möglicherweise älteren Wohnturm im 13. bis 14. Jahrhundert entstand. Der Innenausbau stammt aus der Zeit des 15. und 16. Jahrhunderts, die spätmittelalterliche Vorburg wurde bis 1600 teilweise erneuert. In der zweiten Hälfte des 18. Jahrhunderts begann der Verfall der Burg, ab den 1960er Jahren erfolgten Restaurierungen und Wiederherstellungsmaßnahmen.                             | BDA-Hist.: Q1013493 Status: Bescheid Stand der BDA-Liste: 2025-06-30 Name: Ruine Piberstein GstNr.: .12 Burg Piberstein                                    |
| ja   | Datei hochladen | Kath. Pfarrkirche hl. Erhard HERIS-ID: 17618 Objekt-ID: 13902            | Rohrbacher Straße 2, gegenüber Standort KG: Helfenberg | Die Helfenberger Pfarrkirche geht auf einen spätgotischen Bau zurück, von dem sich die Langhaus- und Chormauern sowie Teile des Turms erhalten haben. Zwischen 1712 und 1716 gestaltete Johann Michael Prunner die Kirche barock um. Von der ehemals einheitlichen, neoromanischen Ausstattung hat sich lediglich der Hochaltar von Simon Raweder erhalten, die Seitenaltäre wurden durch Bilder mit flankierenden, barocken Figuren ersetzt.                                            | BDA-Hist.: Q37840419 Status: Bescheid Stand der BDA-Liste: 2025-06-30 Name: Kath. Pfarrkirche hl. Erhard GstNr.: .83 Pfarrkirche Helfenberg                |
| ja   | Datei hochladen | Schloss Helfenberg HERIS-ID: 18854 Objekt-ID: 15149                      | Schloß 1 Standort KG: Helfenberg                       | Das Schloss Helfenberg ist ein Renaissanceschloss mit Parklandschaft westlich von Helfenberg. Die Anlage wurde hoch über dem Ort angelegt und wurde bereits 1227 urkundlich erwähnt. Der heutige, hakenförmige Bau bildet den Rest einer ehemals vierflügeligen Renaissanceanlage, die 1607 als Nachfolgebau der desolaten, mittelalterlichen Burg errichtet wurde. Der Ostflügel bildet einen eigenständigen, zweigeschoßigen Wohnbau, der Nordflügel verfügt über ein Tor mit Torturm. | BDA-Hist.: Q2241503 Status: Bescheid Stand der BDA-Liste: 2025-06-30 Name: Schloss Helfenberg GstNr.: 1966, 1245/1 Schloss Helfenberg (Upper Austria)      |
| ja   | Datei hochladen | Friedhofskapelle HERIS-ID: 17620 Objekt-ID: 13904                        | Leonfeldner Straße Standort KG: Helfenberg             | Die Friedhofskapelle entstand um 1900 als hoher, schmaler Giebelbau mit schmalen Pfeilern und hohem Sockel. | BDA-Hist.: Q37840444 Status: § 2a Stand der BDA-Liste: 2025-06-30 Name: Friedhofskapelle GstNr.: 1292 Friedhofskapelle (Helfenberg)                        |
| ja   | Datei hochladen | Ehem. Bürgerspital und Gemeindeamtshaus HERIS-ID: 17617 Objekt-ID: 13901 | Leonfeldner Straße 22 Standort KG: Helfenberg          | Das ehemalige Bürgerspital entstand um 1830 und wurde in dieser Funktion bis um 1900 genutzt. Zwischen 1960 und 1988 diente es als Amtshaus. Der zwei- und dreigeschoßige Bau mit angestiftetem Walmdach weist eine durch Rieselputz und Putzrahmen gegliederte Fassade auf, vor dem Rechteckportal findet sich eine Freitreppe. | BDA-Hist.: Q37840390 Status: Bescheid Stand der BDA-Liste: 2025-06-30 Name: Ehem. Bürgerspital und Gemeindeamtshaus GstNr.: 1342/3 Bürgerspital Helfenberg |
| ja   | Datei hochladen | Gasthof zur Grünen Linde HERIS-ID: 17621 Objekt-ID: 13905                | Rohrbacher Straße 2 Standort KG: Helfenberg            | Der Gasthof zur Grünen Linden war die Gutstaverne der Herrschaft Piberstein. Das Gebäude stammt in Teilen aus dem 16. Jahrhundert, wobei im zweiten Viertel des 18. Jahrhunderts sowie 1930 Umbauten erfolgten. Der zweigeschoßige Eckbau weist eine Fassade mit Putzrahmengliederung aus der ersten Umbauzeit auf, an der Nordseite findet sich ein Marienbild mit Hochwassermarke. | BDA-Hist.: Q37840477 Status: Bescheid Stand der BDA-Liste: 2025-06-30 Name: Gasthof zur Grünen Linde GstNr.: 1262 Gasthof zur Linde (Helfenberg)           |